# Даниил (Дайкович)
Митрополит Даниил (серб. Митрополит Данило, в миру Томо Дайкович, серб. Томо Дајковић; 6 (18) октября 1895, Друшичи, близ Цетине, Черногория — 14 сентября 1993, Цетине) — епископ Сербской православной церкви, митрополит Черногорско-Приморский.

## Биография
Окончил начальную школу в Друшичах, гимназию в Подгорице, богословско-учительскую школу в Цетине и Богословский факультет Белградского университета.
Как солдат черногорской армии принимал участие в Балканской и первой мировой войнах.
29 июня 1920 года был рукоположён в сан диакона, 30 июня того же года — в сан иерея, после чего до 1930 года служил приходским священником.
Последовательно выполнял послушания секретаря Духовного суда в городе Штип (Македония), церковно-судебного обвинителя в Скопье, заместителя архиерея и управляющего патриаршим двором в Белграде.
20 мая 1961 года решением Священного Архиерейского Собора избран митрополитом Черногорско-Приморским.
24 июня того же года в кафедральном соборе Белграда хиротонисан во епископа с возведением в сан митрополита Черногорско-Приморским. Хиротонию совершили: Патриарх Сербский Герман, митрополит Загребский Дамаскин (Грданички) и епископ Банатский Виссарион (Костич).
При нём в 1984 году было построено новое здание митрополичьей резиденции в Цетинском монастыре, а старое было использовано для расширения музейной экспозиции цетиньской ризницы. Невзирая на сильное давление со стороны коммунистических властей, митрополит Даниил поддерживал порядок в церковной жизни, обновил многие храмы и монастыри, открыл монашескую школу в монастыре Острог.
Несмотря на многочисленные протесты митрополита Даниила, 12 июля 1972 года была разрушена капелла святого Петра Цетинского на Ловчене. Как отмечал митрополит Амфилохий (Радович): «Демонстрации, которые были организованы в Черногории в коммунистическое время, были направлены против этого митрополита, потому что он защищал от разрушения церковь святого Петра на Ловчене и, таким образом, выступал против попрания завещания Петра Петровича Негоша»
30 декабря 1990 года по собственному желанию, в силу преклонного возраста, был почислен на покой.
Скончался 14 сентября 1993 года в Цетине. Похоронен в монастыре Острог.